# 花山院
花山院（かさんのいん）は、平安京左京一条四坊三町（現在の京都御苑敷地内）にあった邸宅。

## 概要
花山法皇の後院となった後に、花山院家の所有となり、明治維新による東京奠都まで存続した。
当初は清和天皇皇子貞保親王の邸宅であったとされている。後に藤原忠平の邸宅となり、外曾孫の憲平親王（後の冷泉天皇）の立太子礼を執り行った。冷泉天皇の子・花山天皇は出家後にここを後院とした。1008年（寛弘5年）、ここで崩御したことにより、追号が「花山院」とされた。
その後、三条天皇皇后の藤原娍子とその子敦儀親王らが入ったが、1014年（長和3年）に火災で焼失した。その後、再建されて藤原頼通から師実に継承されて後冷泉天皇皇后の藤原寛子が居住したが、後に師実が改築して同母兄の藤原定綱に譲り、定綱はこれを師実の子で自分の娘婿でもあった藤原家忠に譲った。家忠は「花山院」と号し、その子孫は花山院流と呼ばれて、その宗家である花山院家が代々花山院を領した。建武の新政の崩壊後、後醍醐天皇が足利尊氏によって花山院に幽閉された後、壊れた築地から秘かに脱出して吉野に向かったことが、『太平記』などに書かれている。
何度も火災に遭いながらも、そのたびに再建されて明治に至ったが、東京奠都によってその歴史的役目を終えて取り壊された。ちなみに、京都御苑内にある宗像神社は、かつての花山院の邸内社であった。